# Mistrzostwa Europy w Piłce Nożnej Kobiet 2025 (eliminacje)/Baraże
Po zakończeniu fazy grupowej eliminacji Mistrzostw Europy, rozegrane zostaną baraże pomiędzy:
- drużynami z III i IV miejsc z grup dywizji A oraz mistrzów i trzech najlepszych wicemistrzów grup dywizji C;
- mistrzami i dwoma najlepszymi wicemistrzami grup dywizji B oraz dwoma najsłabszymi wicemistrzami grup i drużynami z III miejsc dywizji B.

Mecze zostaną rozegrane w formie dwumeczów 25 i 29 października oraz w listopadzie 2025 roku.

## Runda 1
Baraże na tym poziomie mają na celu wyłonieniu siedmiu drużyn, które zagrają w finałach baraży EURO 2025. Drużyny, które przegrają, tracą szanse na udział w turnieju
| Drużyna 1                            | Wynik dwumeczu | Drużyna 2 | Pierwszy mecz | Drugi mecz |
| ------------------------------------ | -------------- | --------- | ------------- | ---------- |
| Rumunia                              | 2:6            | Polska    | 1:2           | 1:4        |
| Grecja                               | 0:5            | Belgia    | 0:0           | 0:5        |
| Czarnogóra                           | 0:6            | Finlandia | 0:1           | 0:5        |
| Gruzja                               | 0:9            | Irlandia  | 0:6           | 0:3        |
| Słowenia                             | 1:5            | Austria   | 0:3           | 1:2        |
| Luksemburg                           | 0:12           | Szwecja   | 0:4           | 0:8        |
| Białoruś                             | 1:8            | Czechy    | 1:8           | 0:0        |
| Albania                              | 0:14           | Norwegia  | 0:5           | 0:9        |
| Po lewej gospodarz pierwszego meczu. |                |           |               |            |

### Rumunia - Polska
| 25 października 2024 18:00 CEST | Rumunia · Bălăceanu 18' | 1:2(1:0)Raport | Polska · 73' Padilla-Bidas · 89' (k) Pajor | Stadionul Arcul de Triumf, Bukareszt Sędzia: Cheryl Foster |
|                                 |                         |                |                                            |                                                            |

| 29 października 2024 18:00 CET | Polska · Pajor 19', 49' · Padilla-Bidas 41' · Krezyman 85' | 4:1(2:0)Raport | Rumunia · 90+3' Stanciu | Polsat Plus Arena, Gdańsk Sędzia: Ivana Martinčić |
|                                |                                                            |                |                         |                                                   |

### Grecja - Belgia
| 25 października 2024 18:00 CEST | Grecja | 0:0(0:0)Raport | Belgia | Stadion im. Teodora Wardinogiánesa, Heraklion Sędzia: Ainara Acevedo |
|                                 |        |                |        |                                                                      |

| 29 października 2024 20:15 CET | Belgia · Van Kerkhoven 36', 57' · Wullaert 39', 45+4' · Missipo 55' | 5:0(3:0)Raport | Grecja | Stadion Den Dreef, Leuven Sędzia: Volha Blotskaya |
|                                |                                                                     |                |        |                                                   |

### Czarnogóra - Finlandia
| 25 października 2024 16:30 CEST | Czarnogóra | 0:1(0:1)Raport | Finlandia · 3' Sällström | Stadion Pod Goricom, Podgorica Sędzia: Riem Hussein |
|                                 |            |                |                          |                                                     |

| 29 października 2024 17:30 CET | Finlandia · Öling 7' · Lehtola 12' · Koivisto 31' · Sällström 65' · Halttunen 80' | 5:0(3:0)Raport | Czarnogóra | Tammelan Stadion, Tampere Sędzia: Eleni Antoniou |
|                                |                                                                                   |                |            |                                                  |

### Gruzja - Irlandia
| 25 października 2024 18:00 CEST | Gruzja | 0:6(0:1)Raport | Irlandia · 37' (k), 67' McCabe · 59' Carusa · 82' Stapleton · 90+7' Sheva · 90+10' Mannion | Stadion im. Micheila Meschiego, Tbilisi Sędzia: Emanuela Rusta |
|                                 |        |                |                                                                                            |                                                                |

| 29 października 2024 20:30 CET | Irlandia · Russell 3' · Carusa 31' · McCabe 55' | 3:0(2:0)Raport | Gruzja | Tallaght Stadium, Dublin Sędzia: Katalin Kulcsár |
|                                |                                                 |                |        |                                                  |

### Słowenia - Austria
| 25 października 2024 18:00 CEST | Słowenia | 0:3(0:0)Raport | Austria · 69' Dunst · 73' Puntigam · 75' Purtscheller | Stadion Bonifika, Koper Sędzia: Hristiyana Guteva |
|                                 |          |                |                                                       |                                                   |

| 29 października 2024 18:00 CET | Austria · Puntigam 62' (k), 74' (k) | 2:1(0:0)Raport | Słowenia · 90+6' (k) Prašnikar | Keine Sorgen Arena, Ried im Innkreis Sędzia: Lina Lehtovaara |
|                                |                                     |                |                                |                                                              |

### Luksemburg - Szwecja
| 25 października 2024 19:30 CEST | Luksemburg | 0:4(0:2)Raport | Szwecja · 26' Angeldal · 31' Rytting Kaneryd · 81' Blackstenius · 90+3' Ijeh | Stade Émile Mayrisch, Esch-sur-Alzette Sędzia: Alexandra Collin |
|                                 |            |                |                                                                              |                                                                 |

| 29 października 2024 19:00 CET | Szwecja · Angeldal 9', 30' (k) · Rytting Kaneryd 11' · Zigiotti Olme 40' · Blackstenius 45' · Schmit 45+2' (sam.) · Blomqvist 63', 87' | 8:0(6:0)Raport | Luksemburg | Gamla Ullevi, Göteborg Sędzia: Réka Molnar |
|                                | |                |            |                                            |

### Białoruś - Czechy
| 25 października 2024 20:30 CEST | Białoruś · Shlapakova 16' | 1:8(1:5)Raport | Czechy · 2' Khýrová · 6', 20' Svitková · 34', 38' Dubcová · 48' Stašková · 52' Bartoňová · 75' Černá | Stadion Radnika, Velika Gorica (Chorwacja) Sędzia: Désirée Grundbacher |
|                                 |                           |                | |                                                                        |

| 29 października 2024 15:00 CET | Czechy | 0:0(0:0)Raport | Białoruś | Stadion Radnika, Velika Gorica (Chorwacja) Sędzia: Iuliana Demetrescu |
|                                |        |                |          |                                                                       |

### Albania - Norwegia
| 25 października 2024 18:00 CEST | Albania | 0:5(0:3)Raport | Norwegia · 9' Maanum · 23', 44' Bergsvand · 62' Hegerberg · 74' (sam.) Hoxhaj | Stadion Loro-Boriçi, Szkodra Sędzia: Ana Maria Terteleac |
|                                 |         |                |                                                                               |                                                          |

| 29 października 2024 19:00 CET | Norwegia · Maanum 18', 52', 62', 65' · Naalsund 29' · Hegerberg 44' · Gaupset 75' · Reiten 81' (k) · Bøe Risa 90+1' (k) | 9:0(3:0)Raport | Albania | Ullevaal Stadion, Oslo Sędzia: Michalina Diakow |
|                                | |                |         |                                                 |

| Drużyna 1                            | Wynik dwumeczu | Drużyna 2           | Pierwszy mecz | Drugi mecz |
| ------------------------------------ | -------------- | ------------------- | ------------- | ---------- |
| Turcja                               | 1:3            | Ukraina             | 1:1           | 0:2        |
| Chorwacja                            | 1:2            | Irlandia Północna * | 1:1           | 0:1        |
| Bośnia i Hercegowina                 | 3:6            | Serbia              | 2:2           | 1:4        |
| Azerbejdżan                          | 1:8            | Portugalia          | 1:4           | 0:4        |
| Węgry                                | 0:5            | Szkocja             | 0:1           | 0:4        |
| Słowacja                             | 2:3            | Walia *             | 2:1           | 0:2        |
| Po lewej gospodarz pierwszego meczu. |                |                     |               |            |

### Turcja - Ukraina
| 25 października 2024 17:00 CEST | Turcja · Keskin 61' | 1:1(0:3)Raport | Ukraina · 31' Apanaszczenko | Esenler Stadyumu, Stambuł Sędzia: Henrikke Nervik |
|                                 |                     |                |                             |                                                   |

| 29 października 2024 17:00 CET | Ukraina · Karataş 14' (sam.) · Szmatko 34' | 2:0(2:0)Raport | Turcja | Stadion Zimbru, Kiszyniów (Mołdawia) Sędzia: Catarina Campos |
|                                |                                            |                |        |                                                              |

### Chorwacja - Irlandia Północna
| 25 października 2024 19:00 CEST | Chorwacja · Lojna 4' | 1:1(1:0)Raport | Irlandia Północna · 90+2' (sam.) Lojna | Stadion Varteks, Varaždin Sędzia: Sandra Bastos |
|                                 |                      |                |                                        |                                                 |

| 29 października 2024 20:00 CET | Irlandia Północna · Wade 114' | 1:0 po dogr.(0:0, 0:0, 0:0)Raport | Chorwacja | Windsor Park, Belfast Sędzia: Tess Olofsson |
|                                |                               |                                   |           |                                             |

### Bośnia i Hercegowina - Serbia
| 25 października 2024 14:00 CEST | Bośnia i Hercegowina · Ekić 20' · Nikolić 52' | 2:2(1:1)Raport | Serbia · 28' Matejić · 87' Milivojević | BH FF Training Centre, Zenica Sędzia: Silvia Gasperotti |
|                                 |                                               |                |                                        |                                                         |

| 29 października 2024 19:00 CET | Serbia · Stokić 10' · Matejić 42', 62' · Filipović 75' | 4:1(2:1)Raport | Bośnia i Hercegowina · 29' Nikolić | Sports Center FAS, Stara Pazova Sędzia: Marta Huerta de Aza |
|                                |                                                        |                |                                    |                                                             |

### Azerbejdżan - Portugalia
| 25 października 2024 14:00 CEST | Azerbejdżan · Parlak 58' | 1:4(0:3)Raport | Portugalia · 5' Capeta · 10' Pinto · 26' Gomes · 89' D. Silva | Dalğa Arena, Baku Sędzia: Fabienne Michel |
|                                 |                          |                |                                                               |                                           |

| 29 października 2024 20:45 CET | Portugalia · Di. Silva 15', 26' · Do. Silva 57' (k) · Pinto 86' | 4:0(2:0)Raport | Azerbejdżan | Estádio do FC Vizela, Vizela Sędzia: Shona Shukrula |
|                                |                                                                 |                |             |                                                     |

### Węgry - Szkocja
| 25 października 2024 18:15 CEST | Węgry | 0:1(0:0)Raport | Szkocja · 60' Thomas | Bozsik Aréna, Budapeszt Sędzia: Maria Caputi |
|                                 |       |                |                      |                                              |

| 29 października 2024 20:35 CET | Szkocja · Brzykcy 17' (sam.) · Cuthbert 31' · Weir 55' · Thomas 65' | 4:0(2:0)Raport | Węgry | Easter Road Stadium, Edynburg Sędzia: Ivana Projkovska |
|                                |                                                                     |                |       |                                                        |

### Słowacja - Walia
| 25 października 2024 17:30 CEST | Słowacja · Šurnovská 49' · Mikolajová 58' | 2:1(0:0)Raport | Walia · 89' Morgan | NTC Poprad, Poprad Sędzia: Stéphanie Frappart |
|                                 |                                           |                |                    |                                               |

| 29 października 2024 20:15 CET | Walia · Fishlock 39' · Holland 112' | 2:0 po dogr.(1:0, 1:0, 1:0)Raport | Słowacja | Cardiff City Stadium, Cardiff Sędzia: Ewa Augustyn |
|                                |                                     |                                   |          |                                                    |

## Runda 2
Zwycięzcy meczów pierwszej rundy rozgrywają między sobą dwumecz (mecz i rewanż), z czego 7 drużyn, które znajdują się najwyżej w rankingu, są rozstawione. Zwycięzcy awansują na Mistrzostwa Europy, przegrani odpadają z walki o awans.
| Drużyna 1                            | Wynik dwumeczu | Drużyna 2 | Pierwszy mecz | Drugi mecz |
| ------------------------------------ | -------------- | --------- | ------------- | ---------- |
| Portugalia                           | 3:2            | Czechy    | 1:1           | 2:1        |
| Szkocja                              | 0:2            | Finlandia | 0:0           | 0:2        |
| Ukraina                              | 1:4            | Belgia    | 0:2           | 1:2        |
| Walia                                | 3:2            | Irlandia  | 1:1           | 2:1        |
| Polska                               | 2:0            | Austria   | 1:0           | 1:0        |
| Irlandia Północna                    | 0:7            | Norwegia  | 0:4           | 0:3        |
| Serbia                               | 0:8            | Szwecja   | 0:2           | 0:6        |
| Po lewej gospodarz pierwszego meczu. |                |           |               |            |

### Portugalia - Czechy
| 29 listopada 2024 20:45 CET | Portugalia · Nazareth 47' | 1:1(0:1)Raport | Czechy · 33' Svitková | Estádio do Dragão, Porto Sędzia: Silvia Gasperotti |
|                             |                           |                |                       |                                                    |

| 3 grudnia 2024 17:45 CET | Czechy · Svitková 35' | 1:2(1:1)Raport | Portugalia · 13', 76' D. Silva | Na Stínadlech, Cieplice Sędzia: Lina Lehtovaara |
|                          |                       |                |                                |                                                 |

### Szkocja - Finlandia
| 29 listopada 2024 20:35 CET | Szkocja | 0:0(0:0)Raport | Finlandia | Easter Road Stadium, Edynburg Sędzia: Alina Peşu |
|                             |         |                |           |                                                  |

| 3 grudnia 2024 18:15 CET | Finlandia · Kuikka 8' · Lehtola 28' | 2:0(2:0)Raport | Szkocja | Bolt Arena, Helsinki Sędzia: Ewa Augustyn |
|                          |                                     |                |         |                                           |

### Ukraina - Belgia
| 29 listopada 2024 18:00 CET | Ukraina | 0:2(0:1)Raport | Belgia · 21' Van Kerkhoven · 90+3' Wullaert | Mardan Spor Kompleksi, Antalya (Turcja) Sędzia: Hristiyana Guteva |
|                             |         |                |                                             |                                                                   |

| 3 grudnia 2024 20:15 CET | Belgia · Toloba 67' · Wullaert 90' | 2:1(0:0)Raport | Ukraina · 79' Szmatko | Stadion Den Dreef, Leuven Sędzia: Iuliana Demetrescu |
|                          |                                    |                |                       |                                                      |

### Walia - Irlandia
| 29 listopada 2024 20:15 CET | Walia · Woodham 21' | 1:1(1:1)Raport | Irlandia · 35' (sam.) Clark | Cardiff City Stadium, Cardiff Sędzia: Maria Caputi |
|                             |                     |                |                             |                                                    |

| 3 grudnia 2024 20:30 CET | Irlandia · Patten 86' | 1:2(0:0)Raport | Walia · 50' (k) Cain · 67' Jones | Aviva Stadium, Dublin Sędzia: Marta Huerta De Aza |
|                          |                       |                |                                  |                                                   |

### Polska - Austria
| 29 listopada 2024 18:00 CET | Polska · Padilla-Bidas 57' | 1:0(0:0)Raport | Austria | Polsat Plus Arena, Gdańsk Sędzia: Olatz Rivera Olmedo |
|                             |                            |                |         |                                                       |

| 3 grudnia 2024 18:15 CET | Austria | 0:1(0:0)Raport | Polska · 90+4' Pajor | Franz Horr Stadion, Wiedeń Sędzia: Ivana Projkovska |
|                          |         |                |                      |                                                     |

### Irlandia Północna - Norwegia
| 29 listopada 2024 20:00 CET | Irlandia Północna | 0:4(0:3)Raport | Norwegia · 7', 26' Graham Hansen · 14' Hansen · 67' Bergsvand | Inver Park, Larne Sędzia: Ivana Martinčić |
|                             |                   |                |                                                               |                                           |

| 3 grudnia 2024 18:00 CET | Norwegia · Graham Hansen 13' · Maanum 47' · Jensen 78' | 3:0(1:0)Raport | Irlandia Północna | Ullevaal Stadion, Oslo Sędzia: Jelena Cvetković |
|                          |                                                        |                |                   |                                                 |

### Serbia - Szwecja
| 28 listopada 2024 18:00 CET | Serbia | 0:2(0:0)Raport | Szwecja · 54' Bennison · 70' Kafaji | Dubočica Stadium, Leskovac Sędzia: Catarina Campos |
|                             |        |                |                                     |                                                    |

| 3 grudnia 2024 19:00 CET | Szwecja · Angeldal 16' · Asllani 19' · Blackstenius 26', 45+4' · Bennison 57' · Anvegård 90' | 6:0(4:0)Raport | Serbia | Tele2 Arena, Sztokholm Sędzia: Eleni Antoniou |
|                          |                                                                                              |                |        |                                               |